# Carina Johansson (politiker)
Carina Anna Margit Johansson, ogift Pettersson, född 5 december 1964 i Värnamo i Jönköpings län, är en svensk centerpartistisk politiker. Hon var kommunstyrelseordförande i Gislaveds kommun från 1 januari 2019 till och med 31 december 2022. Hon var oppositionsråd i samma kommun från 2014 till 2018 och har varit förtroendevald sedan 1989.
Carina Johansson är uppvuxen i Värnamo, gift med Kenth Johansson (född 1965) och har två barn.